# Berzona
Berzona est une localité et une ancienne commune suisse du canton du Tessin, située dans le district de Locarno.

## Histoire
Ancienne commune indépendante, Berzona a fusionné en 2001 avec ses voisines d'Auressio et de Loco pour former la nouvelle commune d'Isorno.

## Activités
L'ancienne école et mairie est transformée en petite manufacture de paille qui se nomme ''Pagliarte'' et s'ouvre au public certains matins et après-midis de semaine. En effet, on peut y trouver des créations fabriquées en paille (de toutes les couleurs et pour tous les goûts) telles que chapeaux, colliers, sacs, décorations etc. 
C'est également le point de départ de nombreuses randonnées rejoignant la Valle Maggia (Aurigeno, Valle di Lodano).
Un habitant se transforme l'histoire d'un instant en guide du village pour narrer l'histoire concernant les nombreuses personnalités (par exemple : Max Frisch) étant venues s'y installer.